# Assemblée nationale (Québec)
Pour les articles homonymes, voir Assemblée législative et Assemblée nationale.
43e législature du Québec
Hôtel du Parlement
L'Assemblée nationale du Québec est l'une des deux composantes du Parlement du Québec, l'autre étant le lieutenant-gouverneur.
L'Assemblée a pour mission de voter les lois, contrôler l’action du gouvernement et évaluer les politiques publiques. Elle est composée de 125 personnes, les députés, qui sont élus pour 4 ans par les citoyens. 
Chaque député est élu dans l'une des 125 circonscriptions électorales du Québec selon un mode de scrutin uninominal majoritaire à un tour. 
L’Assemblée se réunit au grand complet deux périodes par année, soit de février à juin et de septembre à décembre avec une pause de huit semaines les séparant.  
Depuis l'abolition en 1968 du Conseil législatif du Québec, qui faisait office de chambre haute, l'Assemblée nationale est aujourd’hui la seule chambre du Parlement.   Elle siège à l'hôtel du Parlement, dans la ville de Québec.

## Histoire

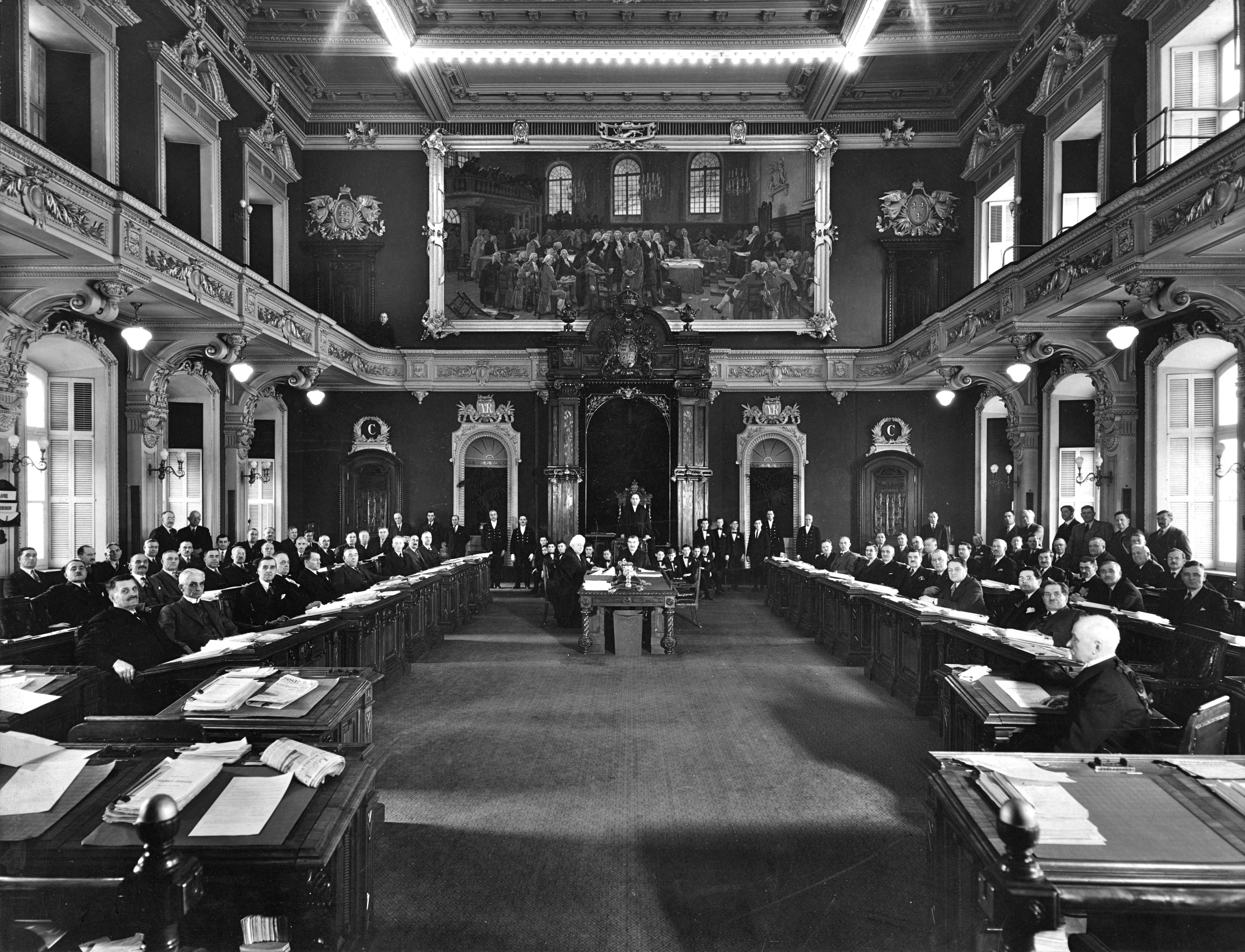
L'Assemblée législative réunie le 5 avril 1933.

Le Québec est l'une des démocraties qui pratique le parlementarisme depuis le plus longtemps au monde. En effet, la première législature du Bas-Canada ouvrit en 1792 au palais épiscopal du diocèse catholique de Québec, plus précisément le 17 décembre. La première élection eut lieu du 24 mai au 10 juillet 1792. Cinquante députés furent élus, comparativement à 125 aujourd'hui. Le Parlement fut alors nommé Chambre d'assemblée du Bas-Canada. Le premier orateur élu fut Jean-Antoine Panet.
La Chambre d'assemblée fut ensuite abolie par le parlement britannique à la suite de la rébellion des Patriotes. De fait, l'adoption de l'Acte d'Union de 1840 a eu pour effet de fusionner le Bas-Canada et le Haut-Canada sous l'empire de l'Assemblée législative de la province du Canada. Avec l'adoption de l'Acte de l'Amérique du Nord britannique de 1867, le Parlement du Québec fut restitué.

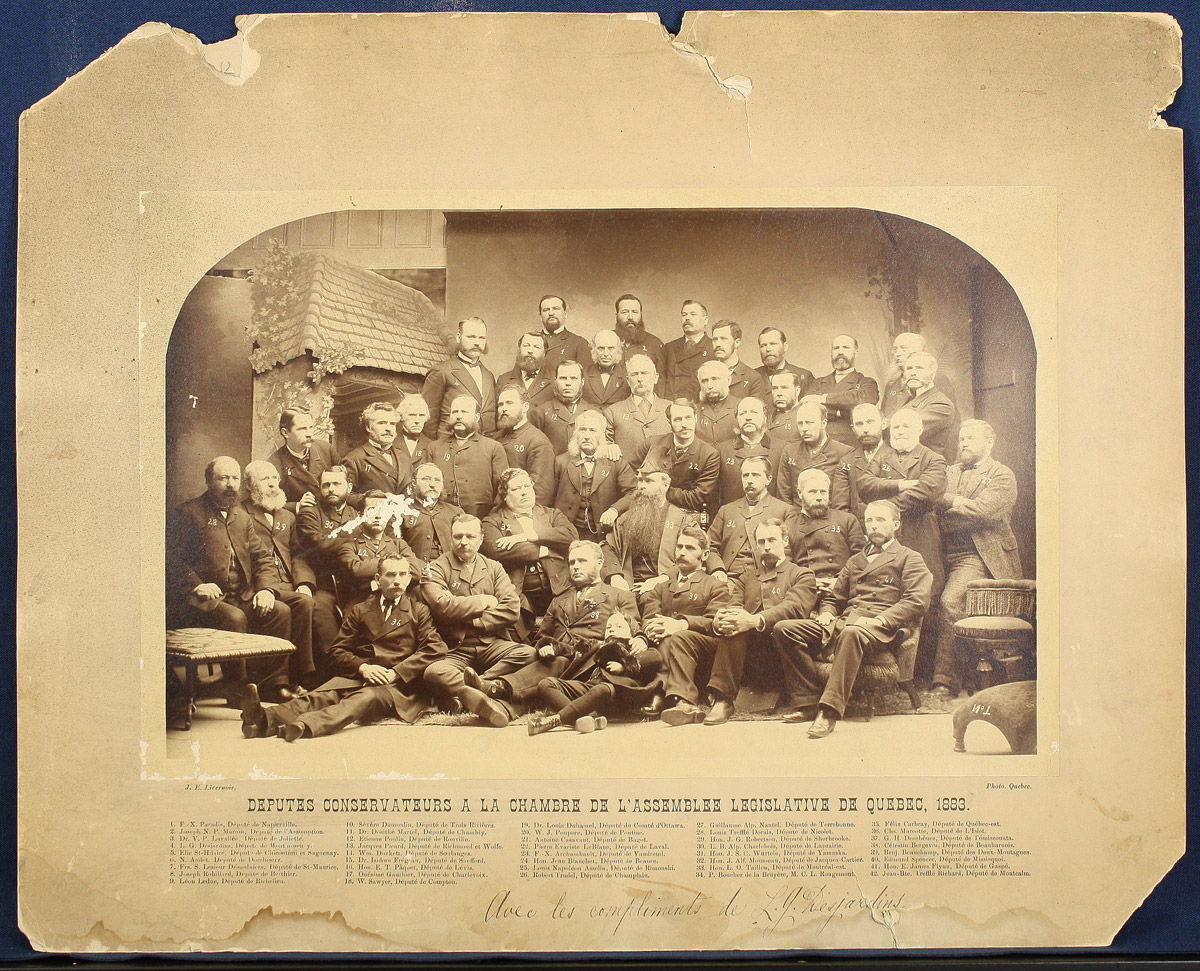
Députés conservateurs à la Chambre de l'Assemblée législative de Québec, 1883.

En 1867, celui-ci était constitué de deux assemblées législatives, soit d'une Chambre basse : l'Assemblée législative, et d'une Chambre haute : le Conseil législatif. La première était composée des députés élus par le peuple pour un mandat d'au plus cinq ans, alors que le Conseil législatif était constitué de 24 conseillers nommés à vie par le lieutenant-gouverneur.
Le 18 décembre 1968, le Conseil législatif est aboli, instituant du même coup un parlement unicaméral dont la Chambre élective fut renommée « Assemblée nationale ». C'est également à partir de ce moment que les titres de président et de vice-président de l'Assemblée nationale remplacèrent respectivement ceux d'orateur de l’Assemblée législative et d'orateur suppléant.

Le 18 décembre 1982, la Loi sur l'Assemblée nationale est adoptée, abrogeant par la même occasion la Loi sur la législature. La Loi sur l'Assemblée nationale a notamment eu pour effet de reconnaître une autonomie administrative à l'Assemblée nationale, car elle a institué le Bureau de l'Assemblée nationale, un organe composé du président et de neuf députés provenant des principaux partis politiques (5 du parti gouvernemental et 4 des partis d'opposition). Le Bureau remplace alors la Commission de régie interne - qui était composée du président de l'Assemblée et de trois ministres - et exerce des fonctions de contrôle, de réglementation et de gestion. Par rapport à l'Assemblée, le Bureau joue le rôle d'un conseil d'administration. Cette loi exige, au surplus, du député la prestation d'un serment de loyauté envers le peuple du Québec :

« Je, (nom du député), déclare sous serment que je serai loyal envers le peuple du Québec et que j'exercerai mes fonctions de député avec honnêteté et justice dans le respect de la constitution du Québec. »

Le 8 mai 1984, Denis Lortie, un caporal de l'Armée canadienne s'introduit dans l'hôtel du Parlement avec une mitraillette, il tue trois personnes en plus d'en blesser 13 autres.
Le 17 décembre 1992, le bicentenaire de la séance inaugurale de la première session est commémoré lors d'une cérémonie à l'Assemblée nationale. Une série d'activités ont lieu pour souligner cet anniversaire, notamment un symposium international sur la démocratie.
Le 21 avril 2009, l'Assemblée nationale adopte une réforme parlementaire à l'unanimité. Ses objectifs sont de favoriser l'autonomie et l'initiative des députés; d'accroître l'efficacité du travail des députés; de réaffirmer l'équilibre démocratique dans les délibérations parlementaires et de rapprocher l'Assemblée nationale des citoyens. Fruit de cette réforme, de nouvelles possibilités s'offrent aux citoyens pour exprimer leurs opinions. Ils peuvent dorénavant signer une pétition en ligne, commenter des sujets à l'étude ou participer à une consultation sur le site Internet de l'Assemblée.
En mai, l'Assemblée nationale du Québec a spécialement réitéré sa volonté de défendre la langue française et le patrimoine religieux du Québec, à la suite de la polémique sur les accommodements raisonnables. Une motion déposée fut unanimement approuvée par les députés :

« Que l'Assemblée nationale réitère sa volonté de promouvoir la langue, l'histoire, la culture et les valeurs de la nation québécoise, favorise l'intégration de chacun à notre nation dans un esprit d'ouverture et de réciprocité et témoigne de son attachement à notre patrimoine religieux et historique représenté par le crucifix de notre Salon bleu et nos armoiries ornant nos institutions. »

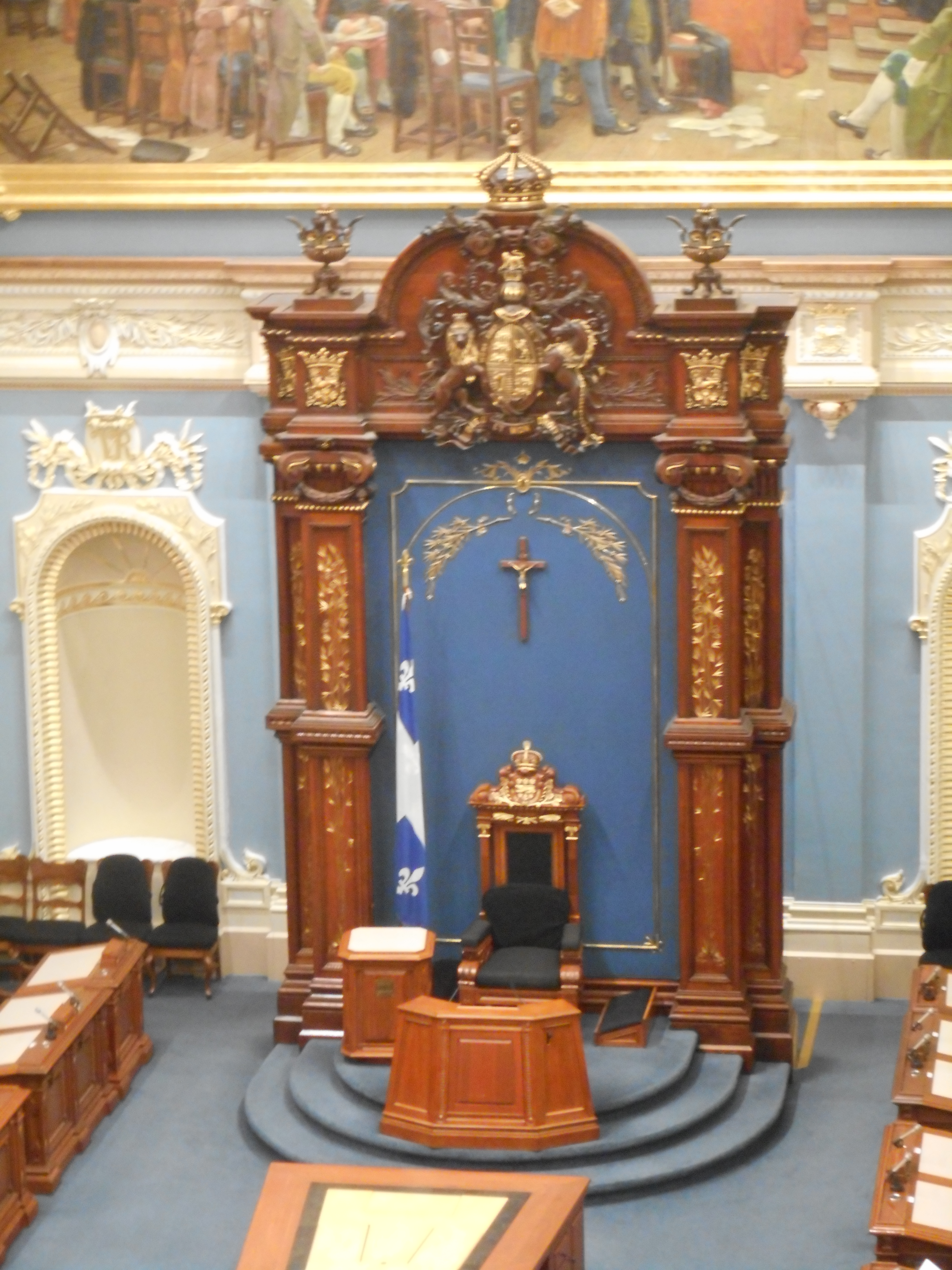
Un crucifix était accroché au-dessus du siège du président de l'Assemblée nationale depuis 1936. Il est retiré le 9 juillet 2019.

Le 28 mars 2019, renversant sa précédente décision, l'Assemblée nationale a adopté à l'unanimité une motion demandant au Bureau de l'Assemblée, après l'adoption du projet de Loi sur la laïcité de l'État, de déplacer le crucifix en dehors du Salon bleu pour le mettre en valeur dans un autre lieu du Parlement.
Le 29 mai 2019, l’Assemblée nationale du Québec inaugure son nouveau pavillon d’accueil après plus de trois ans de travaux. Ce pavillon comprend deux nouvelles salles de commission parlementaire. Conformément à la volonté exprimée par les députés de reconnaître l’engagement des femmes à la politique québécoise, il a été convenu que ces lieux portent les noms de pionnières ayant marqué le Québec. La salle Marie-Claire-Kirkland est désignée en hommage à la première femme élue députée en 1961, et nommée ministre en 1962. Quant à la salle Pauline-Marois, sa désignation vise à honorer la première femme à occuper le poste de première ministre du Québec en 2012.

## Pouvoir
L'Assemblée nationale peut adopter des projets de loi dans les matières relevant des compétences du Parlement du Québec (attribuées par la Constitution du Canada).
La Loi sur l'Assemblée nationale et la Loi électorale remplacent les dispositions de la Loi constitutionnelle de 1867 qui définissent la constitution du pouvoir législatif du Québec.
Le gouvernement du Québec est responsable devant l'Assemblée nationale du Québec. De fait, le contrôle parlementaire des décisions gouvernementales s'effectue selon divers modes. La période de questions et réponses orales est la forme de contrôle la plus médiatisée, comportant généralement de vives confrontations. Elle est alors télédiffusée sur le Canal de l'Assemblée nationale et sur le site Internet de l'Assemblée. Dans des circonstances exceptionnelles, les commissions d'enquête et les débats d'urgence suscitent en outre une forte médiatisation.
Les autres formes de contrôle se déroulent généralement dans un cadre de concertation des partis. La responsabilité du gouvernement est ainsi assurée par les commissions parlementaires et autres travaux. Les organisations relevant directement de l'Assemblée nationale servent aussi de moyen de contrôle, à savoir : le commissaire à l'éthique et à la déontologie, le commissaire au lobbyisme du Québec, le directeur général des élections du Québec, le protecteur du citoyen, le vérificateur général du Québec et le commissaire à la langue française. Ces six personnes désignées par l'Assemblée nationale sont nommées par celle-ci pour exercer une charge publique. Ce statut leur permet de conserver leur indépendance ainsi que leur impartialité. Redevables à l'Assemblée nationale, elles sont nommées sur une proposition du premier ministre qui doit être approuvée par les deux tiers des députés.

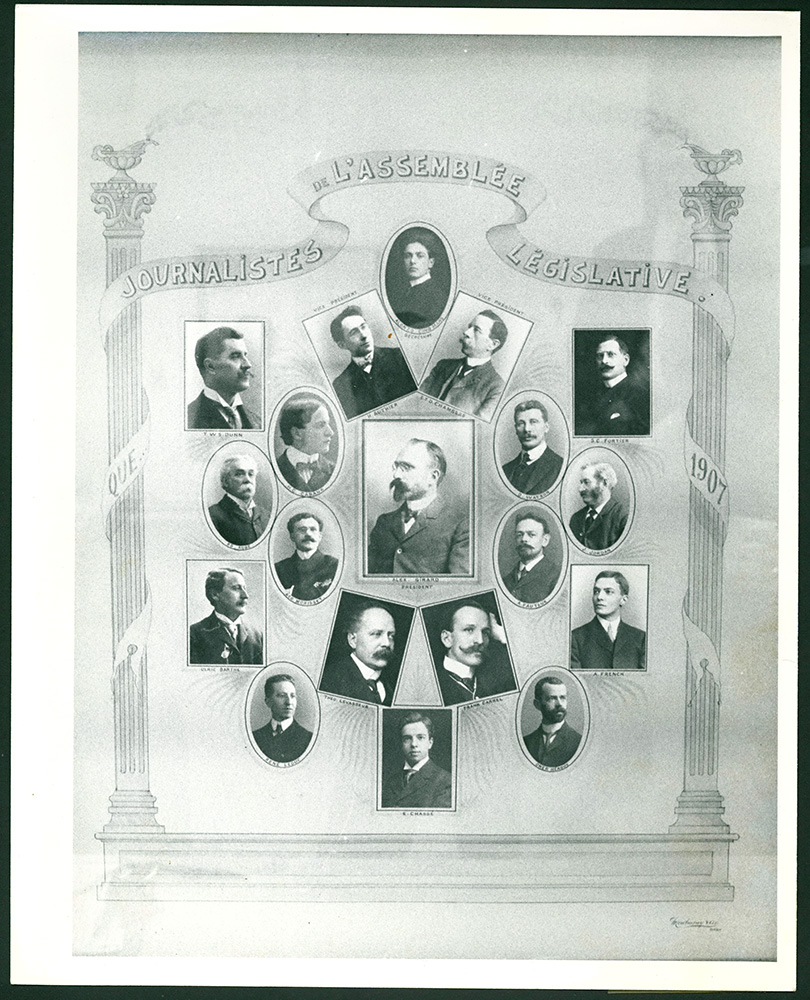
Mosaïque des journalistes de la Tribune de la presse, 1907.

Reconnue depuis 1871, la Tribune de la presse, qui regroupe les représentants de plusieurs entreprises de presse du Québec et du Canada couvrant l'actualité parlementaire et politique, est continuellement présente sur la Colline et possède ses propres locaux à l'intérieur des édifices parlementaires. Le Canal de l'Assemblée nationale, la diffusion publique des travaux parlementaires et les groupes d'intérêts se veut un autre moyen d'assurer la responsabilité gouvernementale.

## Localisation
Les séances de l'Assemblée nationale ainsi que ses commissions plénières ont lieu dans la salle de l'Assemblée nationale (Salon bleu) située dans l'hôtel du Parlement. Le complexe de la colline parlementaire de Québec comprend en outre les édifices André-Laurendeau, Jean-Antoine-Panet, Pamphile-Le May et Honoré-Mercier. Ce dernier édifice abrite toutefois le ministère du Conseil exécutif, où se trouve le bureau du premier ministre.
Construit entre 1877 et 1886, l'hôtel du Parlement fut conçu par l'architecte Eugène-Étienne Taché qui s'est inspiré du mot Je me souviens, devenu la devise du Québec. Son style architectural Second Empire en fait une construction unique en Amérique du Nord. Cet édifice est reconnu comme monument historique national depuis 1985.

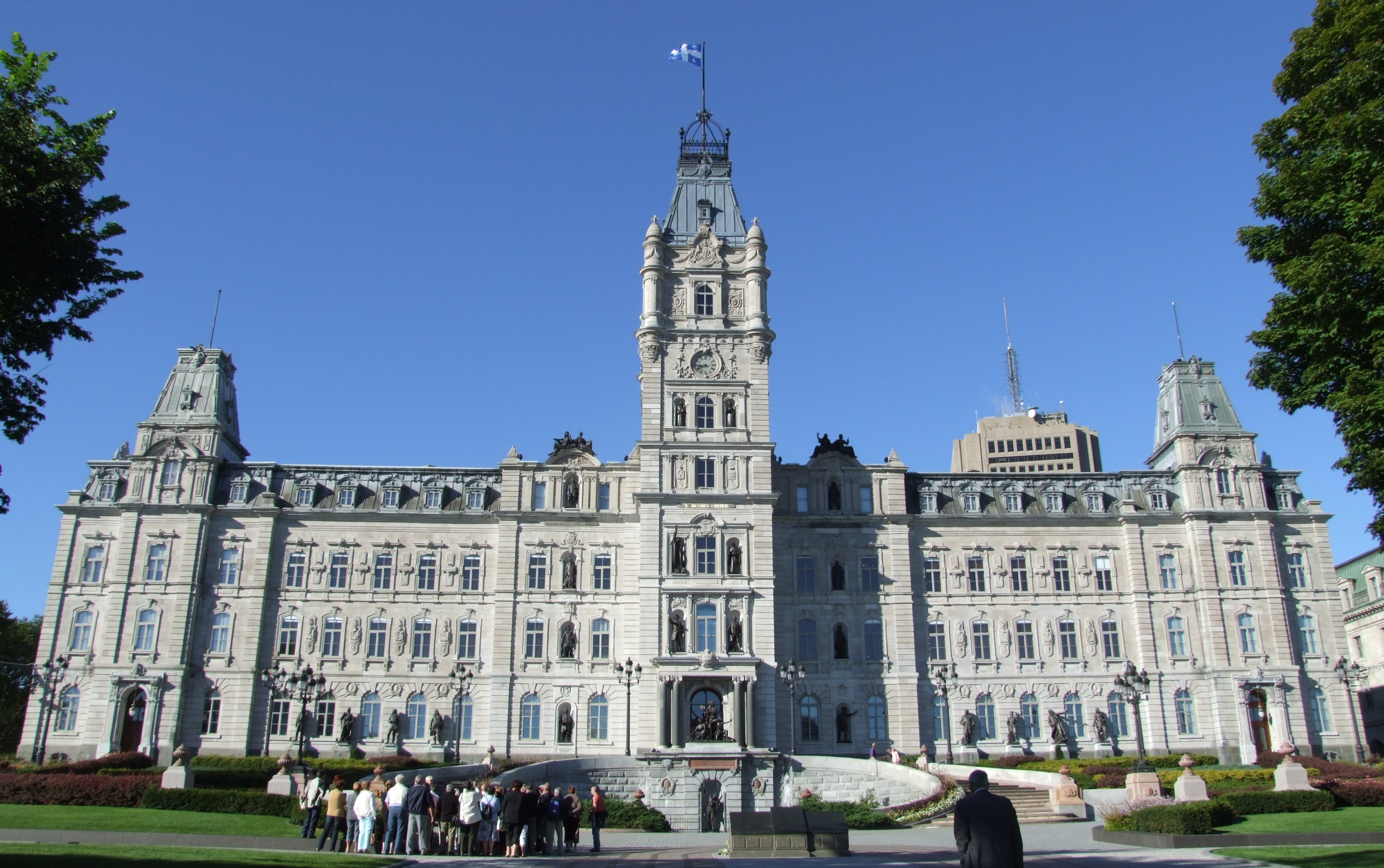
L'hôtel du Parlement.
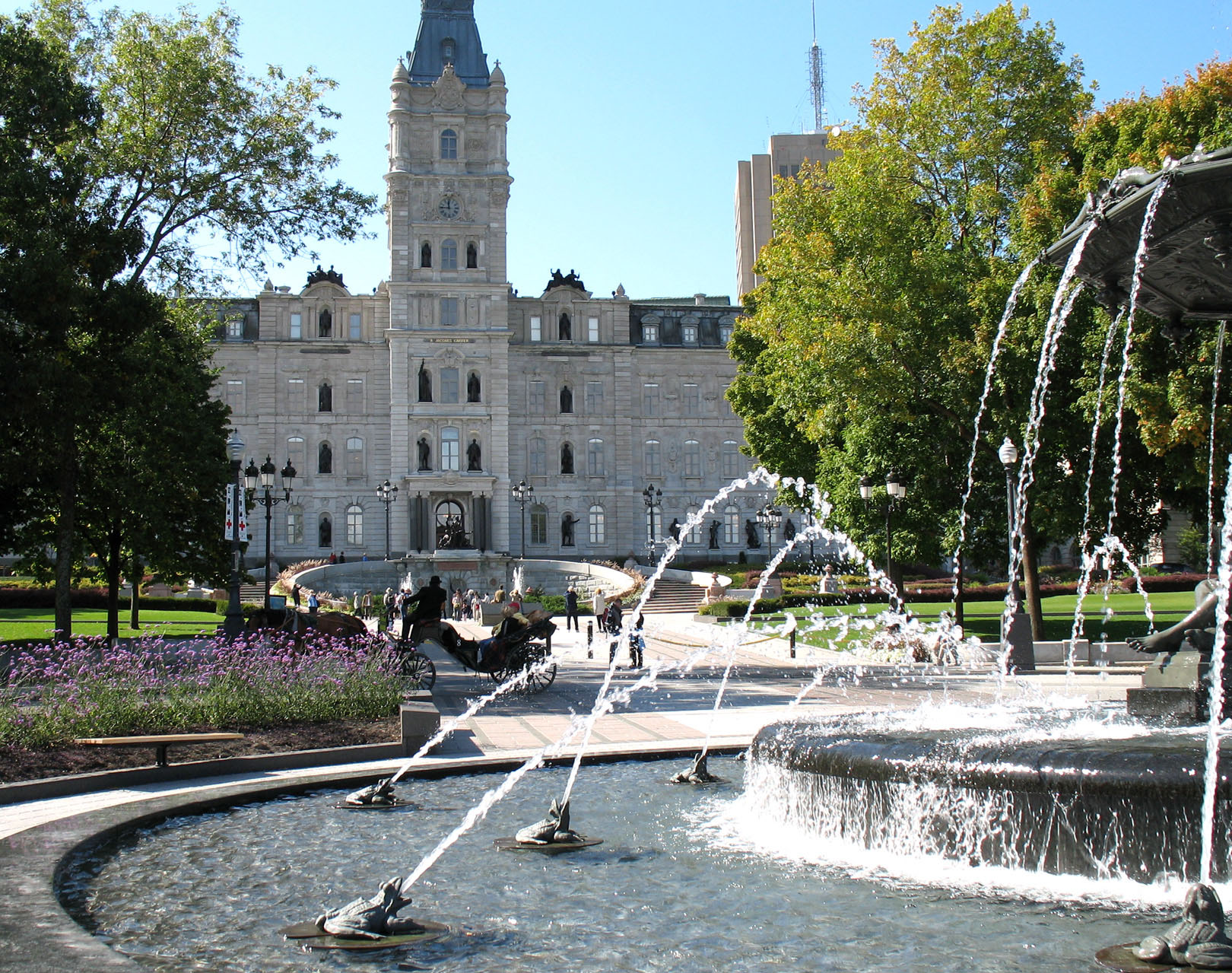
La place de l'Assemblée nationale avec la fontaine de Tourny.
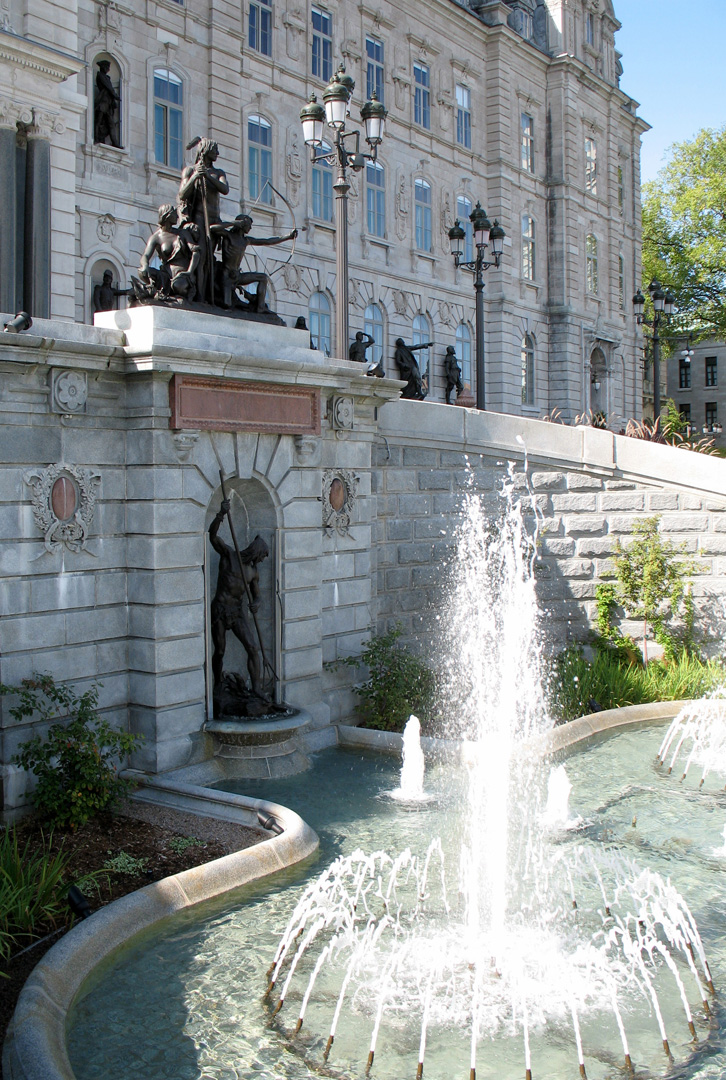
Fontaine de Louis-Philippe Hébert avant 2016.

## Composition actuelle
| Parti | Parti                   | Chef du parti                                       | Nombre de sièges | Nombre d'hommes | Nombre de femmes |
| ----- | ----------------------- | --------------------------------------------------- | ---------------- | --------------- | ---------------- |
|       | Coalition avenir Québec | François Legault                                    | 86               | 46              | 40               |
|       | Parti libéral du Québec | Pablo Rodriguez                                     | 20               | 8               | 12               |
|       | Québec solidaire        | Ruba Ghazal - Guillaume Cliche-Rivard (intérimaire) | 12               | 8               | 4                |
|       | Parti québécois         | Paul St-Pierre Plamondon                            | 6                | 5               | 1                |
|       | Indépendant             | -                                                   | 1                | 1               | 0                |
| Total | Total                   | Total                                               | 125 / 125        | 68              | 57               |

## Fonctionnement parlementaire

### Procédure
La procédure parlementaire québécoise est régie par diverses sources :
1. Constitution du Canada :
  1. La Loi constitutionnelle de 1867 est la principale source de droit parlementaire, par son préambule : « [...] avec une constitution reposant sur les mêmes principes que celle du Royaume-Uni »;
  2. Conformément à ces principes, la Loi constitutionnelle de 1982 énonce la compétence exclusive du Parlement du Québec pour modifier la constitution du Québec, à l'exception des modifications portant sur la charge de lieutenant-gouverneur ;
2. Loi sur l'Assemblée nationale[6] : Loi constitutive de l'Assemblée nationale ayant effet juridique indépendamment des articles 71 à 87 de la Loi constitutionnelle de 1867 ;
3. Règlement de l'Assemblée nationale[14] : Corpus de règles écrites régissant le fonctionnement de l'Assemblée nationale et de ses commissions parlementaires ;
4. Ordres spéciaux : Résolutions de l'Assemblée nationale dérogeant au Règlement ;
5. Précédents (jurisprudence parlementaire) : Décisions rendues par la présidence et diffusées au Recueil de décisions concernant la procédure parlementaire ;
6. Usages et coutumes parlementaires : Traditions permettant la résolution de questions litigieuses lorsque les sources du droit écrit sont muettes ;
7. Doctrine : L'ensemble des ouvrages juridiques, dont le principal est La procédure parlementaire du Québec[15], qui colligent et commentent les origines et les modalités du droit parlementaire, les traditions et les précédents.

### Fonctions parlementaires
Au nombre de 125, les députés sont à la base du système législatif. Ils exercent trois rôles principaux, soit :
1. Législateurs[16] : auteurs des lois ;
2. Contrôleurs de l'action gouvernementale : gardiens de la responsabilité ministérielle[16] ;
3. Intermédiaires entre les citoyens et l'administration publique[16] : défenseurs des intérêts particuliers de leur circonscription électorale.

Dans l'exercice de ses fonctions, les députés peuvent avoir les titres parlementaires suivants :
- Président de l'Assemblée nationale du Québec : dirige les séances de l'Assemblée; administre les services de l'Assemblée; représente l'Assemblée au Québec et à l'étranger[17].

- Vice-présidents de l'Assemblée nationale : dirigent principalement les débats en commission plénière et pendant les affaires du jour. Le premier et le deuxième vice-présidents proviennent du parti ministériel (groupe parlementaire formant le gouvernement) alors que le troisième vice-président est issu des rangs de l'opposition officielle[18].

- Chefs parlementaires : mènent l'action parlementaire de leur groupe respectif[19].
  - Premier ministre[20];
  - Chef de l'opposition officielle[21];
  - Chef du deuxième groupe d'opposition[19];

- Ministres : membres du Conseil exécutif du Québec et responsables d'un secteur de l'Administration publique[22].

- Leaders parlementaires et leaders parlementaires adjoints : stratèges et conseillers en matière de procédure parlementaire[23].

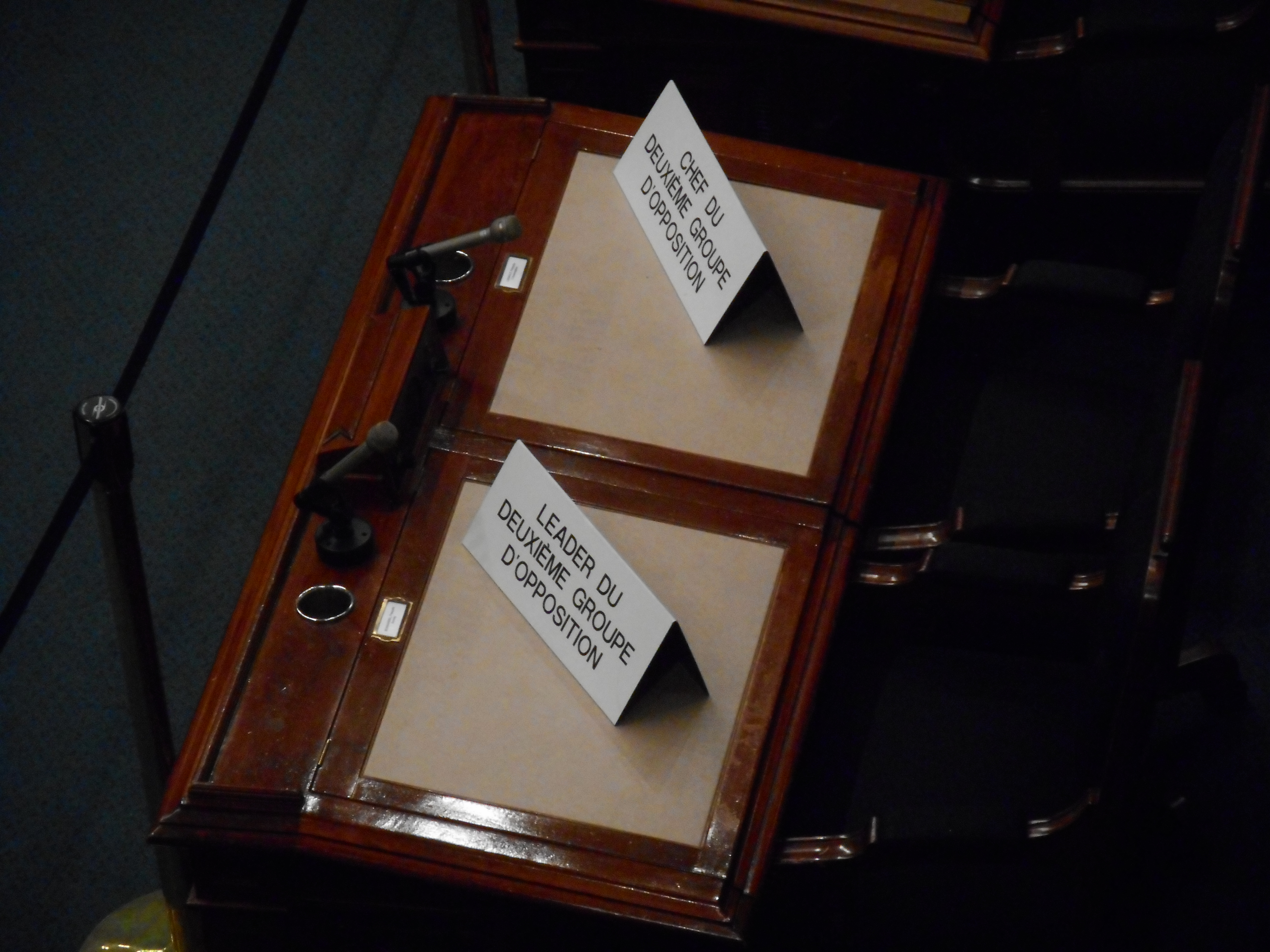
Identification des bureaux selon la fonction parlementaire.

- Whips et whips adjoints : assurent la discipline de parti par la solidarité ministérielle et parlementaire[24].

- Présidents de caucus : dirigent l'aile parlementaire (ou caucus des députés) d'un parti politique[25].

- Adjoints parlementaires: assistent un ministre dans l'exercice de ses fonctions[26].

- Porte-parole collectivement appelés, cabinet fantôme : présentent la politique du groupe d'opposition qu'ils représentent et commentent celle du gouvernement[27].

- Présidents de commissions permanentes : organisent et animent les travaux de leur commission[28].

- Vice-présidents de commissions permanentes : assistent le président de leur commission[29].

- Présidents de séance : remplacent les présidents et vice-présidents de commission en situation extraordinaire[30].

- Doyen de l'Assemblée : le plus ancien membre qui n'est ni ministre ni membre membre de la Commission de l'Assemblée nationale. Préside à l'élection du Président de l'Assemblée[31].

### Groupes parlementaires
Pour être reconnu comme groupe parlementaire, un groupe de députés doit :
- comporter douze élus sous la bannière d'un même parti politique ; ou
- être élus sous la bannière d'un parti politique qui a obtenu au moins 20 % des voix aux plus récentes élections générales.

Les députés qui n'ont pas été élus sous la bannière d'un parti politique qui répond à ces critères peuvent rejoindre un groupe qui y répond. Sinon, ils siègent en tant qu'indépendant.
La reconnaissance comme groupe parlementaire permet de jouir de certains privilèges : le chef du groupe a un temps de parole plus long lors des débats, les groupes reconnus ont des droits spécifiques concernant l'ordre du jour et les questions orales sont réparties en fonction des groupes en tenant compte de la présence éventuelle de députés indépendants.

### Travaux parlementaires
L'Assemblée nationale est une institution parlementaire fonctionnant selon le système de Westminster. Le déroulement de ses travaux en français en font par ailleurs une institution unique à caractère distinct dans ce système.
À chaque élection générale, les électeurs du Québec élisent une nouvelle assemblée législative dont les travaux parlementaires lui sont propres.
Pendant la législature, les travaux sont généralement divisés en deux sessions parlementaires distinctes. Chacune d'elles débute par le discours d'ouverture du premier ministre du Québec, dans lequel ce dernier présente les priorités législatives du gouvernement pour la session à venir.
Les séances de chaque session regroupent les travaux de l'Assemblée au cours d'une même journée. Un ordre du jour est alors établi au Feuilleton et Préavis. Celui-ci est généralement divisé en six parties comprenant les affaires courantes, les affaires du jour, les projets de lois adoptés, les travaux des commissions, les questions écrites et les préavis. Subséquemment, un Journal des débats expose ad litteram l'intégralité des discussions formelles qui se déroulent au cours de la séance. Ce compte rendu intégral des délibérations est publié depuis 1964. Le Procès-verbal en reprend ensuite les grandes lignes en exposant notamment les sujets de débats, les droits et temps de paroles, les dépôts de documents ainsi que les périodes de votes.
Les séances de l'Assemblée nationale sont divisées en 2 périodes : les affaires courantes et les affaires du jour.

#### Période des affaires courantes
La période des affaires courantes consiste essentiellement en une période d'information :
- déclarations de députés
- déclarations ministérielles
- présentation de projets de loi
- dépôts (documents)
- interventions portant sur une violation de droit ou de privilège ou sur un fait personnel
- questions et réponses orales
- votes reportés
- motions sans préavis
- avis touchant les travaux des commissions parlementaires
- renseignements sur les travaux de l'Assemblée

#### Période des affaires du jour
La période des affaires du jour consiste essentiellement en une période de débats :
- affaires prioritaires
- débats d'urgence
- débats sur les rapports de commissions
- autres affaires inscrites au feuilleton
- affaires inscrites par les députés de l'opposition
- Les débats de fin de séance

### Cheminement des projets de loi
Les étapes de l'adoption d'un « projet de loi public du gouvernement » et d'un « projet de loi public de député » offrent une vue synthétique de la procédure législative normale. Parallèlement, la procédure législative d'exception — couramment appelée, bâillon —, permet au parti majoritaire de passer outre à la procédure normale, en situations extraordinaires, afin que certaines lois jugées importantes par celui-ci soient adoptées rapidement par l'Assemblée nationale. Depuis la réforme parlementaire de 2009, l'utilisation de la procédure bâillon est balisée et ne peut désormais être employée que pour une seule affaire à la fois.

#### Première étape: Présentation
Exposé sommaire de l'objet du projet de loi par son auteur (député ou ministre responsable) : 
- Lecture des notes explicatives ;
- Motion de saisie ;
- Consultations en commission (motion sans préavis) : étude des besoins réels des personnes et organismes concernés par le projet de loi ;

#### Deuxième étape: Adoption du principe
- Débat sur l'opportunité du projet de loi et sa valeur intrinsèque[35] ;
  - Motion de report;
  - Motion de scission;

#### Troisième étape: Étude du projet article par article
- Dépôt de mémoires[35] ;
- Témoignages des personnes et organismes d'auto-règlementation;

#### Quatrième étape: Prise en considération du rapport
L'Assemblée se prononce sur les résultats des travaux de la commission. Elle doit adopter ce rapport pour que le projet de loi franchisse cette étape.

#### Cinquième étape: Adoption du projet de loi
- Les députés se prononcent[35].

Ultimement, chaque projet de loi adopté par l'Assemblée nationale doit recevoir la sanction du lieutenant-gouverneur pour devenir une véritable loi ayant des effets juridiques au Québec. Sur l'indication du bureau du leader parlementaire du gouvernement, celui-ci appose alors sa signature sur la copie officielle du projet de loi adopté. Tout projet de loi — public ou d'intérêt privé —, ainsi sanctionné devient alors une loi publique. La distinction est plus que théorique, car selon la Loi d'interprétation, toute personne est tenue de prendre connaissance des lois publiques; alors que les lois privées doivent être plaidées. Or, toutes les Lois du Québec sont publiques.
Dans le cas des « projets de loi d'intérêt privé », le processus diffère en ce sens où le dépôt devant l'Assemblée nationale s'effectue par un député « parrain », puisque l'auteur du projet de loi est une personne non membre de l'Assemblée nationale (citoyen ou personne morale). Le projet de loi est ensuite soumis à l'étude détaillée immédiatement après la première lecture. Puis, son adoption suit immédiatement le dépôt du rapport de la commission saisie du projet de loi.
Sous l'égide des anciens règlements, les première, deuxième et cinquième étapes étaient référées sous les vocables « Première lecture », « Deuxième lecture » et « Troisième lecture ».

### Commissions parlementaires permanentes
Dans son règlement, l'Assemblée nationale du Québec a constitué onze commissions permanentes responsables de l'étude approfondie en travaux parlementaires. Chaque commission possède sa propre mission et est composée d'un certain nombre de députés qui siègent dans un cadre de concertation et qui ont pour but de conseiller la Chambre de l'Assemblée nationale du Québec. Les commissions constituent le seul moyen pour les divers groupes de citoyens de faire entendre leurs points de vue directement auprès du Parlement.
- Commission de l'administration publique[37]
- Commission de l'agriculture, des pêcheries, de l'énergie et des ressources naturelles[38]
- Commission de l'aménagement du territoire[39]
- Commission de l'Assemblée nationale[40]
- Commission de la culture et de l'éducation[41]
- Commission de l'économie et du travail[42]
- Commission des finances publiques[43]
- Commission des institutions[44]
- Commission des relations avec les citoyens[45]
- Commission de la santé et des services sociaux[46]
- Commission des transports et de l'environnement[47]

Au 14 septembre 2009, la réforme parlementaire entra en vigueur. Ainsi, les commissions des affaires sociales; de l'agriculture, des pêcheries et de l'alimentation; de la culture ainsi que de l'éducation furent remplacées par les commissions de l'agriculture, de l'énergie et des ressources naturelles; de la culture et de l'éducation; des relations avec les citoyens ainsi que de la santé et des services sociaux.
Par ailleurs, soucieuse d'avoir une meilleure reddition de compte, l'Assemblée nationale a créé en 1997 la Commission de l'administration publique. « Son rôle consiste à vérifier si les sommes allouées au gouvernement et à l'administration publique sont dépensées suivant les règles d'une saine gestion. De même, elle doit s'assurer que les administrateurs publics rendent des comptes sur leur gestion ». En plus de vérifier tous les engagements financiers de 25 000 dollars et plus des ministères et organismes dont les crédits sont votés à l'Assemblée, elle entend chaque année le Vérificateur général sur son rapport annuel. Cette commission est présidée par un membre de l'Opposition officielle.
En outre, sept commissions spéciales (ou ad hoc) ont été mises sur pied à l'Assemblée nationale depuis 1984. Ces commissions temporaires ont été créées pour étudier une question particulière.
- Commission spéciale de la formation professionnelle (1995)
- Commission spéciale sur un nouveau cadre de gestion de l’appareil gouvernemental (1999)
- Commission spéciale sur le site du futur Centre hospitalier de l’Université de Montréal (2005)
- Commission spéciale sur la Loi électorale (2005)
- Commission spéciale sur la question de mourir dans la dignité (2009)
- Commission spéciale sur l’exploitation sexuelle des mineurs (2019)
- Commission spéciale sur l’évolution de la Loi concernant les soins de fin de vie (2021)[49]

## Structure administrative
L'Administration de l'Assemblée nationale a pour mandat de soutenir les députés dans l'exercice de leurs fonctions parlementaires et contribuer à la réalisation de la mission de l'institution. Environ 625 personnes travaillent pour l'Assemblée nationale.
Pour accomplir sa mission, l'Administration de l'Assemblée :
- offre des services aux députés en appui à leur rôle de législateur et de contrôleur de l'activité gouvernementale
- fait connaître et comprendre l'institution et le travail des députés aux citoyens, facilite l'accès à l'institution parlementaire et contribue à son rayonnement, notamment auprès des jeunes, des écoles et auprès d'autres parlements dans le monde.

Les autorités de l'Assemblée nationale : 
- Bureau de l'Assemblée nationale[50]
  - président ;
  - cinq députés du parti gouvernemental ;
  - quatre députés du parti de l'opposition officielle ou, s'il y a plusieurs partis d'opposition, trois du parti de l'opposition officielle et un de celui des autres partis d'opposition qui a obtenu le plus grand nombre de sièges ou, au cas d'égalité de sièges, de celui qui a obtenu le plus grand nombre de votes valides ;
  - Les trois vice-présidents de l'Assemblée peuvent participer sans droit de vote aux travaux du Bureau
- secrétaire général[51] ;

Le président, les membres du Bureau de l'Assemblée nationale et le secrétaire général sont les autorités de l'institution.
Le secrétaire général est le plus haut fonctionnaire de l'Assemblée. Il est l'équivalent d'un sous-ministre pour un ministère. Il administre les services administratifs de l'Assemblée et agit comme premier conseiller en interprétation des dispositions réglementaires qui régissent l'Assemblée. Le secrétaire général est nommé à vie par l'Assemblée sur proposition du premier ministre.
Sous la responsabilité du président, le secrétaire :
- assure la supervision et la gestion du personnel de l'Assemblée
- administre les affaires courantes
- agit comme secrétaire du Bureau.

L'Assemblée nationale est composée de différentes unités administratives :
- Direction du secrétariat générale et du secrétariat du Bureau;
- Direction des affaires juridiques et législatives;
- Secrétariat général adjoint aux affaires parlementaires;
  - Direction des commissions parlementaires;
  - Direction de la séance et de la procédure parlementaire;
  - Direction du Journal des débats;
  - Direction de la traduction et de l'édition des lois;
  - Direction des relations interparlementaires et internationales et du protocole;
- Direction générale de l'information et de l'expérience visiteur;
  - Direction de la Bibliothèque de l'Assemblée nationale;
  - Direction des communications;
  - Direction de l'accueil et de la mission éducative;
  - Direction de la sécurité;
  - Service des restaurants;
- Secrétariat général adjoint à l'administration;
  - Direction du Secrétariat générale adjoint à l'administration, du Vivre-ensemble et de la prévention du harcèlement;
  - Direction des ressources humaines;
  - Direction de la gestion immobilière et des ressources matérielles;
  - Centre d'expertise numérique;
  - Direction des ressources financières, de l'approvisionnement et de la vérification;

Le personnel de l'Administration présent dans le Salon bleu lors des séances de l'Assemblée nationale comprend : le secrétaire général et les secrétaires adjoints, le sergent d'armes (garde du corps des parlementaires réunis à l'Assemblée) ainsi que les pages (messagers des députés).
L'Assemblée nationale dispose d'un budget d'opération de plus de 120 millions de dollars.

## Système électoral
L'Assemblée nationale est composée de 125 sièges pourvus au scrutin uninominal majoritaire à un tour dans autant de circonscriptions électorales.
Le découpage du territoire nécessaire pour former les circonscriptions électorales du Québec est encadré par la Loi électorale (L.R.Q., c. E-3.3) et placé sous la responsabilité de la Commission de la représentation électorale du Québec. Les élections générales sont déclenchées selon trois options, soit :
1. par décret du premier ministre;
2. par suite d'un vote de confiance négatif, ou;
3. par péremption, la législature étant d'une durée maximale de cinq ans.

Entre deux élections générales, des élections partielles sont tenues dans les circonscriptions dont le siège est vacant, au maximum six mois après le départ de leur député.
Le gouvernement du Québec est constitué d'élus qui appartiennent au groupe parlementaire ayant gagné la majorité relative des sièges distribués par les suffrages exprimés.
Les députés ainsi regroupés peuvent former un gouvernement majoritaire ou minoritaire. Du point de vue conceptuel de la séparation des pouvoirs, les principes inhérents à la responsabilité ministérielle rendent indissociable le pouvoir exécutif de la vie parlementaire. De fait, les travaux de l'Assemblée nationale et la stabilité du gouvernement durant la législature sont tributaires de :
1. Force majoritaire en sièges du Conseil des ministres;
2. Dissensions et transfuges;
3. Solidarité ministérielle et disciplines de parti.

### Refonte du mode de scrutin
En 2018, le Mouvement pour une démocratie nouvelle réclame une réforme sur le mode de scrutin au Québec. Cette demande est bien accueillie chez le Parti québécois, la Coalition avenir Québec, Québec solidaire et le Parti vert du Québec, qui font front commun contre le Parti libéral du Québec qui n'y est pas favorable. D'ailleurs, les quatre partis d'opposition ont signé une entente de principe afin de s'engager à faire une réforme du mode de scrutin s'ils sont élus aux élections générales québécoises de 2018.
Le changement de système électoral suscite des inquiétudes chez certains députés. Le mode songé dont proportionnel mixte pourrait entraîner un changement à la carte électorale passant de 125 à 80 circonscriptions (78  circonscriptions fédérales plus Ungava et Îles-de-la-Madeleine). En 2019, l'analyste politique et auteur Christian Dufour publie un essai ou il exprime ses craintes par rapport à une perte d'influence de la majorité francophone au Québec, jugeant que cette dernière s'est approprié ce système. La même année, la féministe et ancienne présidente du Mouvement Démocratie Nouvelle, Mercedez Roberge, fait paraître dans un autre essai une analyse détaillée du mode de scrutin majoritaire et des raisons de s'en départir, citant notamment l'inadéquation entre le vote populaire et le résultat des élections.

## Relations avec le public
L'hôtel du Parlement ouvre ses portes tout au long de l'année et offre des visites guidées gratuites en français et en anglais et sur réservation, en espagnol, en italien et en langue des signes québécoise. Plus de 80 000 personnes franchissent annuellement le seuil de l'institution. Les visiteurs peuvent profiter de leur passage à l'Assemblée pour faire un saut à la Boutique ou encore s'offrir un repas gastronomique au restaurant Le Parlementaire qui propose un décor somptueux dans une salle à dîner de style Beaux-Arts. Ouvert au public, ce restaurant, inauguré en 1917, est situé dans la cour intérieure de l'hôtel du Parlement. Le menu du restaurant met en valeur les produits québécois. Le restaurant Le Parlementaire organise aussi à l'occasion des brunchs gastronomiques.
Nombreuses sont également les expositions thématiques qui ont lieu à l'Assemblée nationale. Ces expositions mettent l'accent sur divers aspects d'importance pour la société québécoise. Les précieuses collections de l'Assemblée sont également mises en valeur.
Plusieurs autres activités se déroulent, en outre, à l'Assemblée nationale chaque année, dont la Journée du livre politique, les conférences Jean-Charles-Bonenfant, la Journée portes ouvertes et les Journées de familiarisation pour les Québécoises et Québécois issus de l'immigration.

### Distinctions
- Médaille du Président
- Médaille d'honneur de l'Assemblée nationale du Québec :  Remise à toute personne méritante que les députés considèrent collectivement comme s'étant particulièrement distinguée dans un domaine (Art, Sport etc.)
- Médaille de l'Assemblée nationale
- Médaille du Député[62]

### Activités éducatives

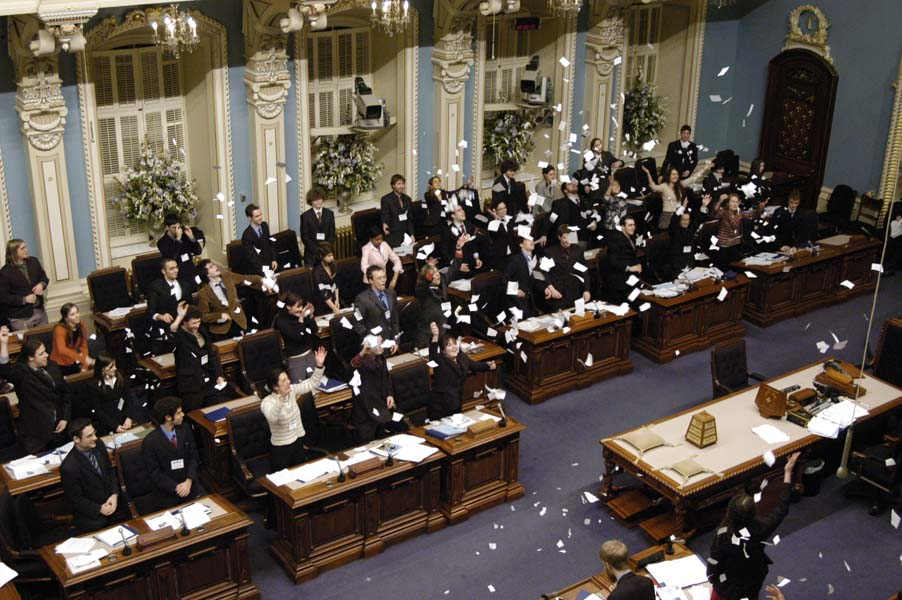
Le parlement jeunesse en 2005.

L’Assemblée nationale organise chaque année des activités destinées aux jeunes afin qu’ils s’initient aux rouages de la démocratie et au parlementarisme. La mission éducative de l’Assemblée nationale s’est développée en 1992, à l’occasion du bicentenaire des institutions parlementaires.
Trois simulations parlementaires organisées par l'Assemblée nationale permettent aux jeunes de vivre le processus parlementaire d’élaboration des lois, tel l’étude en commission parlementaire, le vote et la sanction par le lieutenant-gouverneur. Il s'agit du :
- Parlement écolier – 6e année du primaire
- Parlement des jeunes – 3e et 4e secondaire
- Forum étudiant – collégial

Deux autres simulations parlementaires et journalistiques, celles-ci organisées par les jeunes eux-mêmes et mises sur pied avant 1992, bénéficient d'un accès à l'hôtel du Parlement et du support du personnel de l'Assemblée nationale afin d'eux aussi faire vivre le processus parlementaire à leurs participants. Il s'agit du :
- Parlement jeunesse du Québec – 18 à 25 ans
- Parlement étudiant du Québec – 18 à 25 ans

De plus, le Tournoi jeunes démocrates est un jeu-questionnaire qui invite les concurrents à mesurer leurs connaissances sur l’histoire politique du Québec  et sur l’évolution de la démocratie, de la Grèce antique à aujourd’hui.
Enfin, la Tournée de la présidence est une initiative qui permet à des jeunes du secondaire de rencontrer dans leurs écoles les membres de la présidence de l’Assemblée nationale. Les thèmes abordés lors de ces rencontres comprennent le rôle du député, la démocratie et l’implication citoyenne.

#### Fondation Jean-Charles-Bonenfant
La Fondation Jean-Charles-Bonenfant de l’Assemblée nationale a été instituée en 1978 afin d’honorer la mémoire de Jean-Charles Bonenfant et de souligner sa contribution importante à la connaissance des institutions parlementaires du Québec.
Elle a pour mission :
- d'augmenter, d'améliorer et de diffuser les connaissances sur les institutions politiques et parlementaires ;
- de promouvoir l'étude et la recherche sur la démocratie.

La Fondation poursuit sa mission à travers différentes initiatives :

##### Par ici la démocratie
Le site Web Par ici la démocratie est une plateforme de diffusion de connaissances sur la vie démocratique québécoise et de promotion des activités éducatives de l'Assemblée nationale.

##### Les stages de la Fondation
Chaque année, cinq stagiaires s’initient aux rouages de la vie parlementaire en étant jumelés avec des députés, en rédigeant un essai et en réalisant une mission exploratoire à l’étranger.

##### Vox populi: Ta démocratie à l’école!
En collaboration avec Élections Québec, Vox populi propose une structure démocratique pour l’organisation et le fonctionnement des conseils d’élèves dans les écoles primaires et secondaires du Québec.

##### Appui aux activités éducatives de l’Assemblée nationale
La Fondation appuie financièrement, par l’octroi de bourses, les activités éducatives de l’Assemblée nationale du Québec.

##### Prix du livre politique
La Fondation offre des bourses à des auteurs de mémoires de maîtrise et de thèses de doctorat sur des sujets liés à la politique au Québec.

### Bibliothèque de l'Assemblée nationale

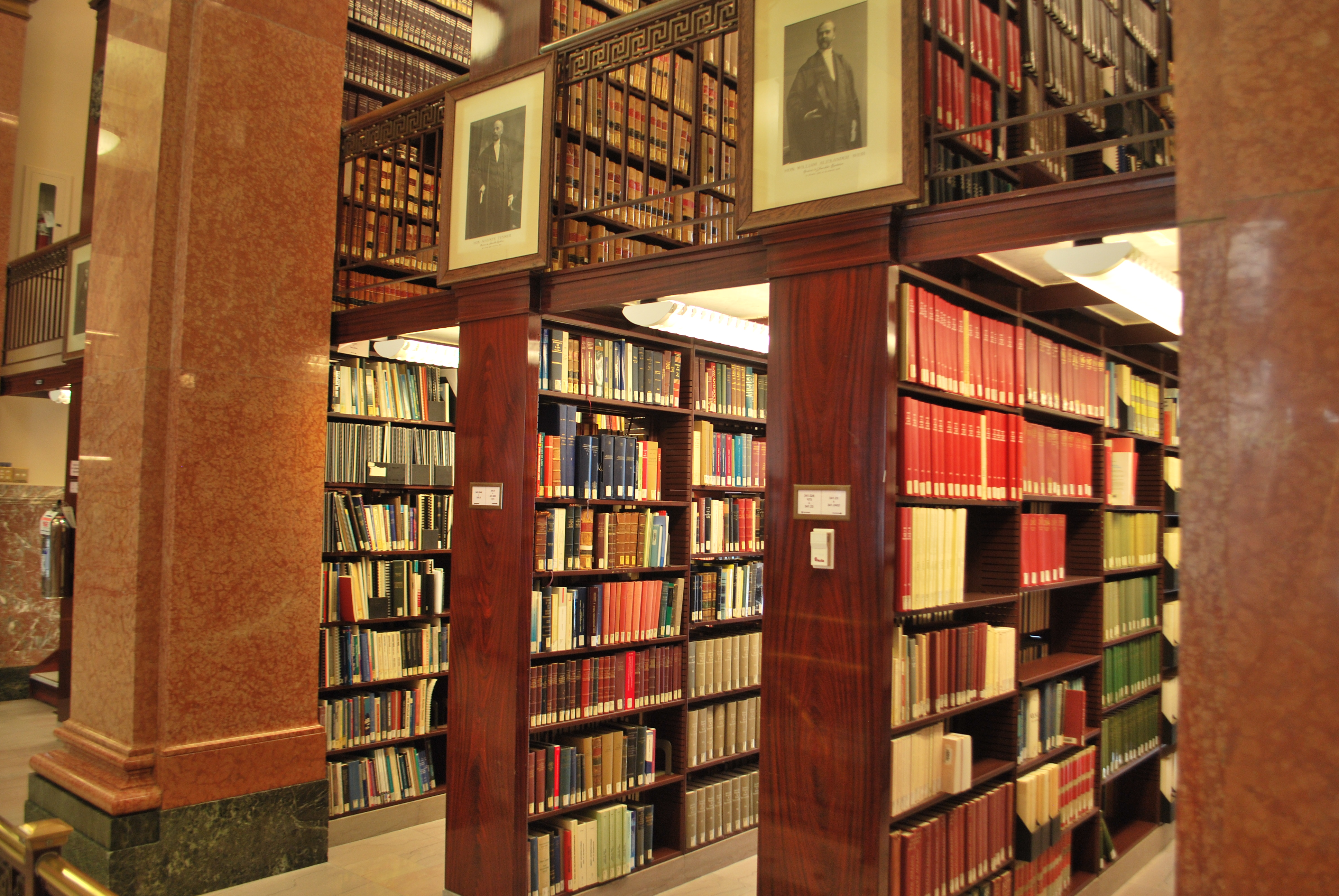
Bibliothèque de l'Assemblée nationale du Québec.

Lieu d'histoire prestigieux, la bibliothèque de l'Assemblée nationale met à la disposition des parlementaires et des citoyens une impressionnante collection de plus de 2 millions de documents de toutes sortes. Vieille de 200 ans, la Bibliothèque est la mémoire parlementaire du Québec : elle conserve les archives de l'Assemblée, ainsi que celles des parlementaires. Acquise par l'Assemblée en 1892 et conservée par la bibliothèque, la Collection Chauveau, qui comprend plus de 3 000 brochures et livres rares et précieux, a reçu un statut de bien historique en 2003 par le gouvernement du Québec.
Depuis 1915, la bibliothèque est logée dans l'édifice Pamphile-LeMay, qui porte le nom du premier directeur de la bibliothèque.

### Communications institutionnelles
Depuis 2006, l'Assemblée nationale dispose d'une nouvelle signature institutionnelle. Le message « Place aux citoyens », placé sous le logo de l'Assemblée, paraît depuis sur toutes ses publications, ses publicités, son site Internet et au Canal de l'Assemblée. « Celui-ci traduit la volonté de l'Assemblée de se rapprocher des citoyens, d'être plus accessible et accueillante et d'inviter la population à participer à ses différentes activités », indique-t-on dans le Plan de communication de l'Assemblée nationale[réf. nécessaire].
L'Assemblée nationale dispose d'un canal, depuis 1978, qui capte et retransmet tous les débats parlementaires et les travaux en commission. Le canal a diffusé, en 2008-2009, un total de 8 760 heures. Sa programmation permet à la population d'en apprendre davantage sur les rouages du système parlementaire québécois. L'Assemblée nationale produit notamment la série Mémoires (anciennement Mémoires de députés) qui donne la parole à d'anciens parlementaires québécois.
En ligne depuis 1995, le site Internet de l'Assemblée regorge d'informations relatives tant au fonctionnement de l'institution qu'aux travaux parlementaires. Son contenu s'est enrichi au cours de la dernière décennie. La diffusion de la programmation du canal est intégrale sur le site Internet qui est le troisième plus important de l'État québécois en matière de contenu. En mars 2010, l'Assemblée nationale a lancé un site complètement renouvelé et plus convivial.
Par ailleurs, l'Assemblée nationale publie, depuis 1999-2000, un rapport d'activité qui fait état de ses travaux et de ses opérations. On y trouve une foule d'informations sur les événements qui ont jalonné l'exercice financier. Il permet d'apprécier les réalisations des députés et des employés de l'institution sur les plans parlementaire, institutionnel et administratif.

## Relations interparlementaires et internationales

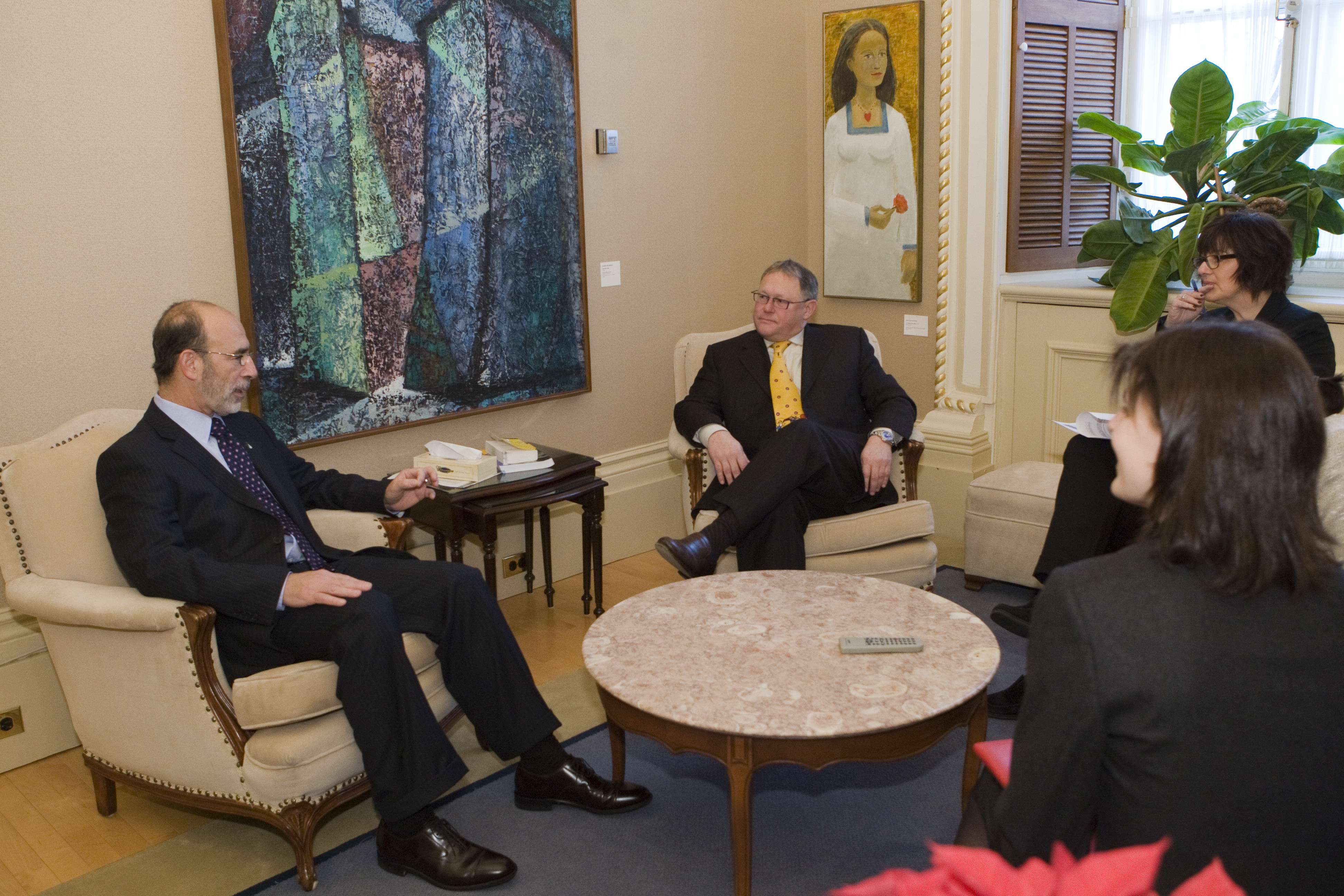
Rencontre entre Jacques Chagnon, président de l'Assemblée, et Andrew C. Parker, le consul général des États-Unis.

L'Assemblée nationale du Québec maintient un important réseau de relations avec les parlements étrangers et diverses organisations interparlementaires. Elle entretient ces relations interparlementaires aussi bien dans un cadre bilatéral que multilatéral et y poursuit ses objectifs propres. L'Assemblée nationale contribue ainsi à mieux faire connaître la culture et les institutions politiques québécoises, à promouvoir les intérêts du Québec sur la scène internationale et à accroître le rayonnement du Québec à l'étranger.
Quatre grands objectifs sont poursuivis :
- le renforcement de l'efficacité de l'institution parlementaire et des élus dans leurs fonctions de législation, de contrôle de l'action du gouvernement, de prise en considération de questions d'intérêt public et de représentation;
- le positionnement international de l'Assemblée nationale et son rayonnement institutionnel au sein des réseaux interparlementaires;
- la participation active de l'Assemblée nationale à l'édification d'une communauté mondiale fondée sur la démocratie, la paix, la justice et la prospérité;
- le rayonnement accru de la société québécoise, notamment par la promotion de ses secteurs d'excellence.

L'Assemblée nationale du Québec s'investit dans des activités de coopération interparlementaire en réalisant des partenariats multilatéraux, notamment avec l'Assemblée parlementaire de la francophonie (APF), l'Association parlementaire du Commonwealth (APC), la Confédération parlementaire des Amériques (COPA) et la Délégation de l'Assemblée nationale pour les relations avec les États-Unis (DANREU).
De plus, elle entretient des relations bilatérales avec l'Association parlementaire Nouveau-Brunswick—Québec (APNBQ), l'Association parlementaire Ontario-Québec (APOQ), la Délégation de l'Assemblée nationale pour les relations avec la Bavière (DANRBA), la Délégation de l'Assemblée nationale pour les relations avec la Communauté française de Belgique/Région wallonne/Belgique (DANRB), la Délégation de l'Assemblée nationale pour les relations avec la Catalogne (DANRC), la Délégation de l'Assemblée nationale pour les relations avec l'Assemblée nationale française (DANRANF), la Délégation de l'Assemblée nationale pour les relations avec le Sénat français (DANRSF) et la Délégation de l'Assemblée nationale pour les relations avec les institutions européennes (DANRIE).
« De façon ponctuelle, l'Assemblée nationale du Québec entretient aussi des relations avec plusieurs assemblées parlementaires de pays, États fédérés et régions d'Europe. C'est ainsi qu'au fil des ans, des liens se sont tissés avec divers parlements tels celui du Danemark, de la République d'Irlande, de la Slovénie, de l'Irlande du Nord, de la région de Samara et du Tatarstan (Russie) (...) [et] depuis quelques années (...) avec la Chambre des députés de la République italienne ».

## Politique contre le harcèlement
De nombreux cas de harcèlement en milieu de travail à l'Assemblée nationale du Québec ont été rapportés dans les médias québécois. Il s'agirait à la fois de cas de harcèlement psychologique et de harcèlement sexuel. À la suite de ces allégations, l'Assemblée nationale a adopté une politique de zéro harcèlement.